# Linia kolejowa nr 832
Linia kolejowa 832 – jednotorowa, zelektryfikowana linia kolejowa znaczenia miejscowego, łącząca rejon ŁOC i elektrowozownię w obrębie stacji Łódź Olechów.